# Носа-Сеньора-ди-Гуадалупи
Носа-Сеньора-ди-Гуадалупи (порт.  Nossa Senhora de Guadalupe ) — фрегезия (район) в муниципалитете Эвора  округа Эвора в Португалии. Территория – 68,66 км². Население – 495 жителей. Плотность населения – 7,2 чел/км².